# Опсада Шапца (1476)
Најстарији стихови у којој се помиње Београд налазе се у Националној библиотеци Сечењи у Будимпешти као једини сачувани примерак мађарске епске песме. Тек после ње долазе чувена певања султановог песника Белгради Наџмија у спеву „Шах о геда“ око 1521. године...

## Херојски пентаметар
се састоји од 150 стихова испеваних у десетерцу са парном римом насталих нешто после 1476. Пример мађарске ренесансне поезије, једини је знани егземплар епске народне поезије у Мађарској. Откривена од стране Г. Вегжеја опева догађаје 33 дана опсаде Шапца, од 12. јануара па све до 15. фебруара 1476. Бој код Шапца је најстарији епски десетерац, и први запис уопште епске песме на овим просторима.
Песма представља изузетни споменик словенске средњовековне књижевности. Спев је вредан доказ везе европског дворског пентаметра, херојског дистиха кантаберијског проседеа са словенским епским десетерцем.

## Крсташка војска
У бици учествују Дмитар Јакшић, сир Ричард Чамплин, чешки комдант Франтишек Хаг, 
Вук Гргуревић, Влад Дракул, о чему сведоче (за Змај Огњеног
Вука и Влад Дракула) димпломатска писма веронског кардинала Габријела папи Сикстусу IV датирана на 3. фебруар и 7. март 1476. године. У Шапцу је рођак чувеног хрватско-словачког бана из породице пореклом из чешког Злина. Словаци су у том смислу учествовали у ренесансним походима на територији Србије и са ондашњим српским јунацима.
Чеси учествују након битке за Ухерски брод и Евбеју, као славни јунаци и витези. 
Страна Нуремберске хронике из 1492. са гравиром Шапца тога времена говори о ратном походу Краљу Матији.
Чеси најпре продиру у спољашњи део вароши као што је описано у савременој песми. Нурембурска хроника Хартмана Шедела са илустрацијама Михаела Вогелмута, представља једну од три најзначајније инкунабуле света.
У песми се, између осталог, помињу Пал Кинижи, Павле Стремљанин у народним песмама, главни командант доњих делова краљевства под Матијом Корвином, султан Мехмед II Освајач, као и краљ Матија (краљ од 1458, 1486 године заузео Беч). 
Песма говори о Шабачкој бици једном светлом тренутку борбе краља Матије против Турака.

## Краљ Матија
Матија из Будима креће са мулитнационалом војском, у којој су заступљени српски и чешки јунаци, мађарским витези и румунски племићи.
Саме догађаје детаљно описује Антонио Бонфини у Рерум Хунгарицум децадес qуинqуе описујуци првобитну намеру краља Матије да се спусти Дунавом до Влашке.

## Ток опсаде Шапца
Јануара 1476. године краљ Угарске Матија Корвин шаље три легије, са готово 15 хиљада људи из Будима, које су се копном и брподовима прво спсутиле до Београда,а потом узводно до Шапца.До Шапца су трупе мађарског краља стигле 12. јануара 1476- године.Војска је одпочела са опсадом града.Шабачку твржаву је тада од Мађара бранио Али-бег.Он је пре Децембра 1457 послао у Шабац бројну војску. Градска посада је била опремљена топовима и муницијом, потпуно споремни за зимске услове, а људи и ствари су били у подрумима унутрашњег града.Са мађарске стране су били војни заповедници Вук Гргуревић-Змај Огњени Вук,Павле Кињажи и Влад Дракул.На спољним обалама опкопа, Матија Корвин је подигао логор за копнену војску, да спречи контакт посаде са спољним светом. На лицу места грађене су балисте и катапулти.Такође су прављени и покретни заклони који су ланцима померани ка градским зидинама.Упорно бомбардујући град, краљ је натерао посаду да се повуче из спољашњег у унутрашњи град. Борбе из непоследне близине и бомбардовање наставили су се наредна 22 дана. 2. фебруара стигао је у непосредну близину града Али бег Михалоглуђђ, али је краљ са војском кренуо Турцима у сусрет.Мађари су испалили пар хитаца из топова на Турке.Матија Корвин се послужио лукавством. Прво је форсирао фронтаслни напад, потом је повукао војску дубље у поѕадину, како би изморена посада града одахнула, а онда је под окриљем ноћи напао тврђаву преко бродова прислоњених уз зидине са бокова. Изморена посада није више могла да пружи отпор.  После неколико недеља Матија Корвин је напокон 15. фебруара освојио Шабац.

## Чешка и мађарска војска
Поједине песме нарочито певају о Али бегу, истакнутом турском јунаку побратиму-супартнику српских племића, попут оних у Ерлангенским рукописима. Ђерзелез Алија, Али бег се у приликама различито наводи, као дунавски хајдук или смедервски бег, харан јунак, бег од Босне. Народна и књижевна разрада овог лика наставља се и у XVI и XVII веку.
Угарски повесничари познају и претходну, музичку традицију словенког свирца на мађарском двору, за шта се у научним круговима мисли да су српски песници и певачи.
У сваком смислу, а посебно на подручју датирања, ово откриће је значајно у правцу компарације најстаријих песама у духу словенске и српске традиције, попут бугарштице о Сибињанин Јанку (1497).

## Галерија
- Приказ војника црне армије Матије Корвина
- Павле Стемљанин (Пал Кињижи), историјски и епски јунак
- Матија Мађарски, 1612.
- Шема оклопа модерног витеза
- Реконструкција оружја и штита мађарске војске
- Јањичар
- Шлем Матије Корвина
- Шабац, Нурембершка хроника, 1493.